# Czerwony Potok (dopływ Jarząbczego Potoku)

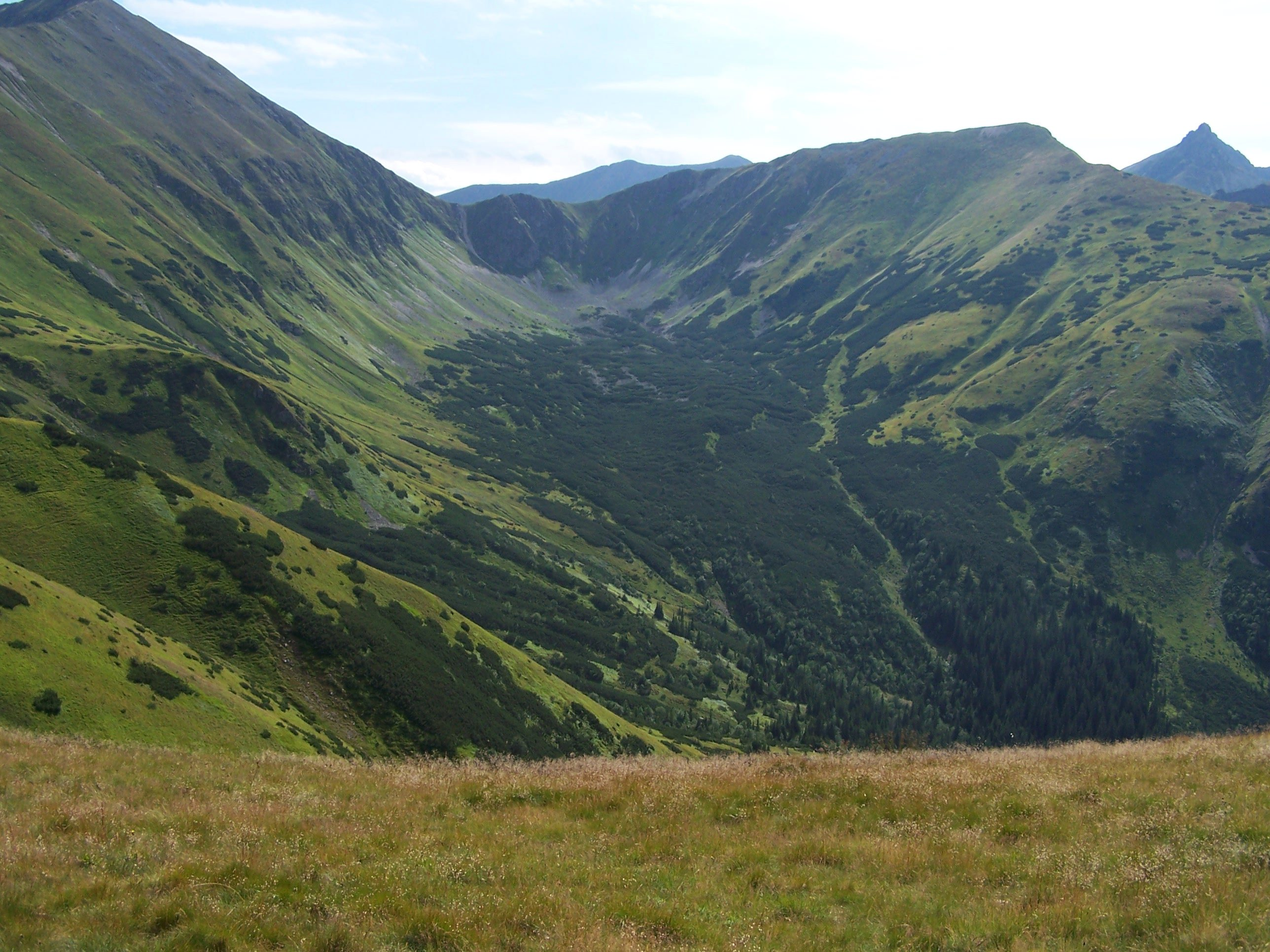
Widok z Trzydniowiańskiego Wierchu na zlewnię Czerwonego Potoku

Czerwony Potok – potok, lewy dopływ Jarząbczego Potoku.
Potok spływa Doliną Jarząbczą w polskich Tatrach Zachodnich. Jego źródła znajdują się na wysokości około 1570 m n.p.m. na wschodnich stokach Czerwonego Wierchu. Spływa w północno-wschodnim kierunku, a po przyjęciu krótkiego dopływu spod północnych stoków Kończystego Wierchu zmienia kierunek na północny i u wylotu Żlebu spod Czubika uchodzi do Jarząbczego Potoku na wysokości około 1370 m.